# 夕阳产业
夕阳产业（英語：Sunset industry），亦称衰退产业、夕陽工業，是美国未来学家阿尔文·托夫勒（Alvin Toffler）在1980年出版之著作《第三次浪潮》（The Third Wave）中提出的一个概念。夕陽產業是指產品銷售總量在持續時間內絕對下降，或增長出現有規則地減速的產業，其基本特徵是需求增長減速或停滯，產業收益率低於各產業的平均值，呈下降趨勢。与夕阳产业相对的是朝阳产业（sunrise industry）。

## 例子
紡拓會36周年慶活動上，時任副總統的蕭萬長參加時表示，紡織業依靠轉型，不再是夕陽產業。
紡織業曾經在八零年代帶動台灣經濟，如今被認為是夕陽產業。1980年代是台灣紡織業黃金期，堪稱創匯產業，後來因工資調漲、競爭國家竄起、業者外移等因素而變調，成了夕陽產業。
而駐美投資貿易服務處主任孫良輔認為，台灣紡織有完整的產業鏈，透過異業結盟推陳出新，並非所谓的夕陽產業。